# Jalud
Jalud (àrab: جاﻟﻭﺩ, Jālūd) és un vila palestina de la governació de Nablus, a Cisjordània, al nord de la vall del Jordà, 30 kilòmetres al sud de Nablus. Segons l'Oficina Central Palestina d'Estadístiques tenia 464 habitants en 2007. Limita a l'est amb Qaryut, al sud amb Qusra i al nord-oest amb Shilo, un assentament israelià. Té una àrea de 16,517 dúnams (kilòmetres quadrats), 98 dels quals són sòl edificat. Jalud és encerclat per quatre assentaments il·legals: Esh Kodesh, Adi Ad, Ahiya i Shvut Rachel. Als residents de Jalud els fou bloquejat l'accés a les seves grangers pels colons i l'exèrcit israelià de 2001 a 2007. En 2007 els fou donat permís per conrear llurs camps uns quants dies dos cops l'any, amb la condició de coordinar les tasques amb l'Exèrcit.

## Història
S'hi ha trobat terrissa i tests de la Segona Edat de Ferro del període hel·lenístic, romà d'Orient, dels omeies, croat/aiúbida i mameluc.

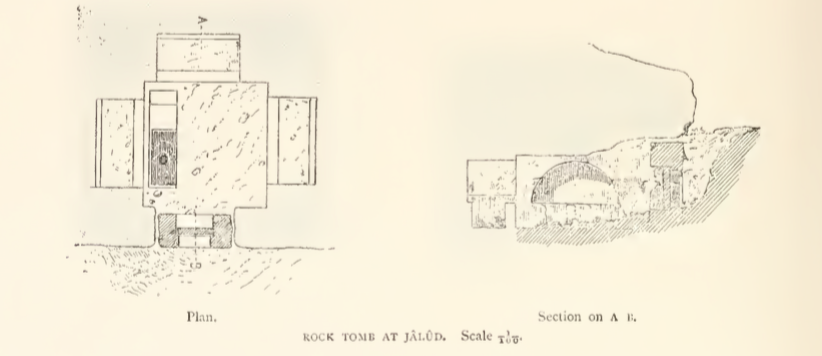
Tombes excavades per Clermont-Ganneau pel 1870

Clermont-Ganneau va assenyalar nombroses tombes excavades en la roca al sud-sud-oest de la vila. En una de les excavades hi havia tres arcosolis i una porta sencera de pedra.

### Època otomana
S'hi ha trobat terrissa de principis de l'Imperi Otomà. En 1596 Jalud apareix als registres fiscals otomans com una vila de la nàhiya de Jabal Qubal al liwà de Nablus. Tenia una població de 20 llars, tots musulmans. Els vilatans pagaven un impost fix del 33,3 % sobre el blat, l'ordi, els cultius d'estiu, les oliveres, les cabres i ruscs; un total de 22,070 akçe. Totes les rentes anaven al waqf.
En 1870 l'explorador francès Victor Guérin va visitar la vila, i va trobar que tenia 300 habitants. En 1882 el Survey of Western Palestine (SWP) del Fons per a l'Exploració de Palestina va descriure Jalud com «una petita vila en una zona baixa, amb oliveres al sud.»

### Època del Mandat Britànic
En el cens de Palestina de 1922 organitzat per les autoritats del Mandat Britànic de Palestina Jalud tenia 145 habitants, tots musulmans, que augmentà lleugerament en el cens de 1931 a 225, tots musulmans, en 52 llars.
En 1945 la població es va incrementar a 300 musulmans,en una àrea total de 15,815 dúnams de terra, segons un cens oficial de terra i de població. D'aquests, 457 dúnams eren per plantacions i terra de rec, 6.838 per a cereals, mentre 24 dúnams eren classificats com a sòl edificat.

### Època moderna
Després de la de la Guerra araboisraeliana de 1948, i després dels acords d'Armistici de 1949, Ammuriyaa va restar en mans de Jordània. Després de la Guerra dels Sis Dies el 1967, ha estat sota ocupació israeliana.
Segons l'alcalde de Jalud, la vila experimenta una alta taxa d'atur i emigració degut a la confiscació de terra per Israel i la violència esporàdica dels propers assentaments israelians, que durant 10 anys han impedit als vilatans d'accedir a les seves terres de conreu.
- El 9 de febrer de 2011 colons israelians d'Ahiya, un assentament il·legal proper, atacaren Jalud exigint als seus residents que deixessin les seves cases. Els enfrontaments entre colons israelians i vilatans palestins provocà la intervenció de la policia israeliana, qui dispersà els palestins amb gas lacrimogen i granades atordidores.[15]
- El 21 d'octubre de 2011 mentre activistes internacionals i Combatents per la Pau ajudaven als vilatans de Jalud a reclamar llurs collites, un grup de quatre homes armats i emmascarats de l'assentament il·legal d'Esh Kodesh se'ls enfrontaren cridant que havien de marxar perquè el grup declarà que el lloc era "terra d'avançada". Després va llençar una granada d'atordiment i van disparar contra les recol·lectores, algunes dels quals quedaren inutilitzades. Segons testimonis oculars israelians, les FDI i la Policia de Frontera no hi van intervenir sinó per disparar granades de gas lacrimogen les recol·lectores i als i ferits. Es va presentar una queixa formal. Controls de seguiment de l'ONG israeliana Yesh Din durant alguns mesos indicaren una investigació de la policia és "en curs".[16]
- El 9 d'octubre de 2013 incendiaris israelians, pel que sembla d'assentaments propers, es van introduir a l'escola primària de Jalud, van llançar pedres i va danyar cinc cotxes del cos docent. Després van incendiar les oliveres del poble, danyant prop de 400 arbres. Un lloc web de colons va reivindicar l'atac com una política de responsabilitat mútua pel desmantellament d'un altre assentament il·legal, Givat Sion Geulat, dut a terme per l'exèrcit israelià aquell matí. Posteriorment foren arrestats tres joves d'Adi Ad com a sospitosos de participar, però els testimonis locals palestins declararen que els agressors, uns 20, no semblaven ser menors d'edat.[3]
- En 2017 Fawzi Ibrahim va informar que havia esperat dos mesos per aconseguir l'accés a les seves terres, i després li van donar només 2 dies per llaurar i sembrar. Muhammad Muqbil va informar que havia oliveres robades pels colons, i que necessitava l'ajuda de Rabins pels Drets Humans per accedir a les seves terres.[17][18]

## Oliveres
En la seva publicació de 2009 titulada Tree Flags, el jurista i etnògraf Irus Braverman descrivia com els palestins descrivien llurs oliveres com "llur símbol de la seva connexió a l'agricultura de la terra des d'antic.":1